# Piet Reynders
Piet Reynders is kinderboekenschrijver, scenarist en freelance journalist. Hij schreef in zijn jongere jaren een tweehonderdtal korte jeugdverhalen, gepubliceerd in de voornaamste jongerenbladen uit die tijd. Veel werden vertaald, terwijl hij met “Snoetje” in 1955 de eerste Lod Lavki-prijs won. Uit die periode dateert ook zijn eerste Vlaamse Filmpje, later gevolgd door een zeventigtal andere.
Jeugdboeken van zijn hand verschenen bij Van In, Reinaert Films, Abimo en C. de Vries-Brouwers. De meeste beleefden meerdere herdrukken en werden bewerkt voor televisie. Sinds 1985 leverde hij ook regelmatig verhalen voor de Historische Reeksen van de Sikkel en de Boeck. In 1999 werd zijn jeugdverhaal “De bange nacht van Stijn, Glenn, Annick en Anneleen” bekroond met de John Flanders Prijs Junior. Dit gebeurde enkele jaren later nogmaals met “De dame in het zwart.” Daarnaast is hij ook auteur van een vijftal toneelstukken en verschillende thrillers, in Vlaanderen uitgegeven door Toneelfonds J. Janssens en Auteursbureau Almo, in Nederland door P. Vink. 
Piet Reynders leverde ook scenario's voor diverse filmproducties. Ook als maker van televisiefilms - hoofdzakelijk documentaire films en kinderprogramma’s - in samenwerking met Lode Nusselein. Als medewerker van Ontdek de Wereld verwierf hij een zekere faam. Verschillende films werden internationaal bekroond.
Piet Reynders is, zoals o.a. Bernard Henry en Marc Sleen, ook lid van de Club van Vlaamse Explorators.